# Sertraline
La sertraline (sertraline HCl ou chlorhydrate de sertraline) est un psychotrope de type inhibiteur sélectif de la recapture de la sérotonine, utilisé comme antidépresseur. Elle est principalement prescrite pour les épisodes dépressifs majeurs et sévères (là où le risque de suicide est très important). Ce médicament est utilisé dans les cas les plus graves de la maladie dépressive mais aussi dans le trouble obsessionnel compulsif, la phobie d'impulsion, le trouble panique, la phobie sociale, le trouble anxieux généralisé et le trouble de stress post-traumatique. Comme la plupart des antidépresseurs de cette classe, l'action de ce médicament ne se manifeste qu'au bout de quelques semaines. La différence avec d'autres antidépresseurs est subtile. Il agirait mieux que la fluoxétine dans certains sous-types de dépression. Elle aurait également une action anxiolytique et peu sédative.
En 2016, la sertraline était le médicament psychotrope le plus prescrit aux États-Unis, et en 2020, le 12e médicament le plus prescrit aux États-Unis.
Elle est connue sous les noms de marques Zoloft, Sertralin, Lustral, Apo-Sertral, Asentra, Gladem, Serlift, No-Dep, Stimuloton, Xydep, Serlain et Concorz.

## Histoire
La sertraline fut découverte par Steve Werner et Billy Dzomba, deux scientifiques américains travaillant pour Pfizer.
Elle a été mise sur le marché en 1991.

## Mécanisme d'action
La sertraline est un inhibiteur de la recapture de la sérotonine avec une affinité pour le transporteur de la sérotonine de Ki=0.3 nM.
On remarque également une forte affinité pour les récepteurs dopaminergiques, comparativement aux autres ISRS,.

## Indications cliniques
La sertraline est utilisée dans de nombreuses indications comme la dépression, le trouble obsessionnel compulsif,, le syndrome de stress post-traumatique,, le trouble panique et la phobie sociale. Elle peut être utile pour contrôler la colère, l’irritabilité, les symptômes de dysrégulation émotionnelle et les symptômes dépressifs et anxieux du trouble de la personnalité borderline, notamment chez les personnes âgées,,.
Elle a aussi été utilisée dans le traitement des céphalées mais les preuves de son efficacité dans ces troubles sont moins robustes.
D'autres antidépresseurs, les antidépresseurs tricycliques pourraient fonctionner mieux sur les dépressions mélancoliques et chez les patients hospitalisés mais pas forcément pour les dépressions uniquement plus sévères.
Dans une méta-analyse de 21 antidépresseurs réalisée en 2018, la sertraline se classait 10e en efficacité et 9e en tolérance. Dans une précédente méta-analyse de douze antidépresseurs de nouvelle génération, la sertraline et l'escitalopram étaient les meilleurs pour l'efficacité, les effets indésirables et l'acceptabilité dans la dépression majeure unipolaire.

### Posologie
La posologie quotidienne dépend de plusieurs facteurs, notamment de la pathologie ciblée, âge et de la réceptivité du patient au traitement. Il revient au médecin d'adapter le traitement aux besoins du patient pour une efficacité optimale.

#### Chez l'adulte
◆ Pour la dépression et trouble obsessionnel compulsif : 
La dose quotidienne efficace courante est 50 mg. Elle peut être augmentée par paliers de 50 mg sur plusieurs semaines dans la limite de 200 mg par jour.
◆ Pour le trouble stress post-traumatique, l'anxiété sociale et le trouble panique :
Le traitement doit débuter par une phase d'induction à 25 mg par jour la première semaine puis 50 mg / jour.
Comme pour le traitement de la dépression, la dose maximale journalière est de 200 mg.

#### Chez l'enfant et l'adolescent
La Sertraline est recommandée uniquement pour le traitement des troubles obsessionnels compulsifs chez l'enfant. Son efficacité n'a pas été démontrée dans la dépression majeure de l'enfant,,.
◆ Enfant de 6 à 12 ans :
La dose quotidienne initiale est de 25 mg par jour, puis après une semaine, le médecin peut augmenter la dose à 50 mg par jour. Une augmentation par paliers de 50 mg est possible jusqu'à 200 mg par jour dans certains cas, selon l'avis du médecin.
◆ Adolescent de 13 à 17 ans :
La dose quotidienne initiale est de 50 mg par jour. Comme chez l'enfant de 6 à 12 ans, une augmentation par paliers est possible jusqu'à 200 mg/jour.
Il est important de noter que le médecin doit prendre en compte le poids de l'enfant afin d'adapter au mieux sa prescription.

## Galénique

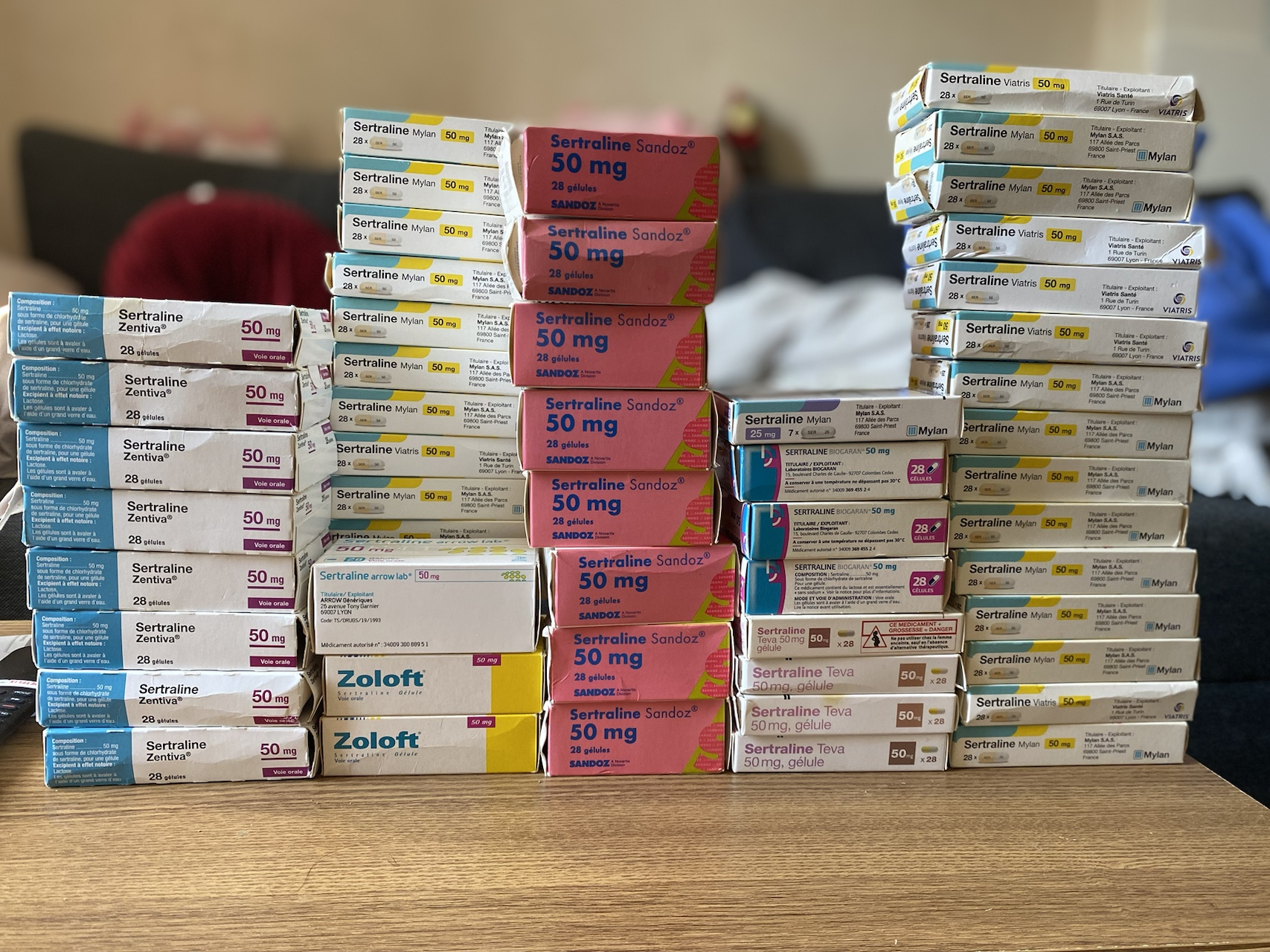
Boîte de Sertraline 50 mg provenant de différents laboratoires génériques distribués en France

En France, le Zoloft ou Sertraline (Générique) est uniquement commercialisé sous forme de gélules de dosage 25 mg ou 50 mg.
Dans le monde, la Sertraline est également proposée sous forme de comprimés sécables et de sirop, dans des dosages allant jusqu'à 100 mg,.

## Effets indésirables
Liste des effets indésirables :
- somnolence, insomnie, étourdissement, nervosité, fatigue, maux de tête, convulsion, cauchemars, confusion, hallucination, euphorie, bâillements, contractions musculaires involontaires ;
- modification de la tonicité musculaire et de la régulation des mouvements involontaires et automatiques (tremblement, dyskinésie, hyperkinésie, hypertonie, hypotonie) ;
- diminution ou augmentation de l'appétit, nausées, vomissement, diarrhées, constipation, sécheresse buccale[31] ;
- démangeaisons, éruptions cutanées, urticaires, syndrome de Stevens-Johnson, œdème de Quincke, réaction anaphylactoïdes ;
- perte ou prise de poids, parfois importante ;
- accélération du rythme cardiaque, rares cas d’élévation ou de diminution de la tension artérielle ;
- trouble de la vue ;
- troubles auditifs, vestibulaires, acouphènes ;
- trouble de la miction, incontinence urinaire ;
- transpiration excessive ;
- augmentation ou apparition du syndrome des jambes sans repos ou des mouvements périodiques des jambes dans le sommeil[32] ;
- plus rarement : syndrome sérotoninergique en association ou non avec d'autres médicaments, apparition simultanée ou non d'un ensemble de signes tels que diarrhée, accélération du rythme cardiaque, fièvre sueurs, tremblements, confusion, voire coma ;
- syndrome de sevrage à l'arrêt du médicament ;
- de rares cas d'ecchymoses, d'hémorragies gynécologiques, de saignements gastro-intestinaux ou autres saignements cutanéo-muqueux ;
- troubles sexuels, diminution de la libido et troubles de l'orgasme, trouble de l'érection et de l'éjaculation.

Dans le cas où il existe des dysfonctions sexuelles (désir sexuel hypoactif, anorgasmie, trouble de l'excitation…) antérieures à l'apparition d'un état dépressif, une utilisation de la sertraline devra impérativement être évitée.

## Contre-indication et grossesse

### Interaction médicamenteuse
La Sertraline ne doit pas être utilisée en même temps que les médicaments de type inhibiteurs de monoamine oxydase (IMAO) et les médicaments à base de pimozide, celui-ci augmentant en cas d'association le risque de torsades de pointes,.
Elle peut également interagir avec différents traitements médicamenteux comme ceux de la famille des inducteurs enzymatiques ou antidouleur exemple le tramadol. Il est important d'informer son médecin de tous ses traitements, y compris ceux en automédication, afin d'évaluer d'éventuelles interactions.

### Interaction avec l'alimentation
Une interaction avec le pamplemousse (en jus ou entier) est à noter : chez certains patients, il peut augmenter le taux de concentration de la Sertraline en diminuant son métabolisme intestinal.
Les compléments alimentaires à base de milepertuis doivent être utilisés avec précaution car ils augmentent le risque d'apparition d'un syndrome sérotoninergique.
La consommation d'alcool est déconseillée durant la durée du traitement.

### Grossesse

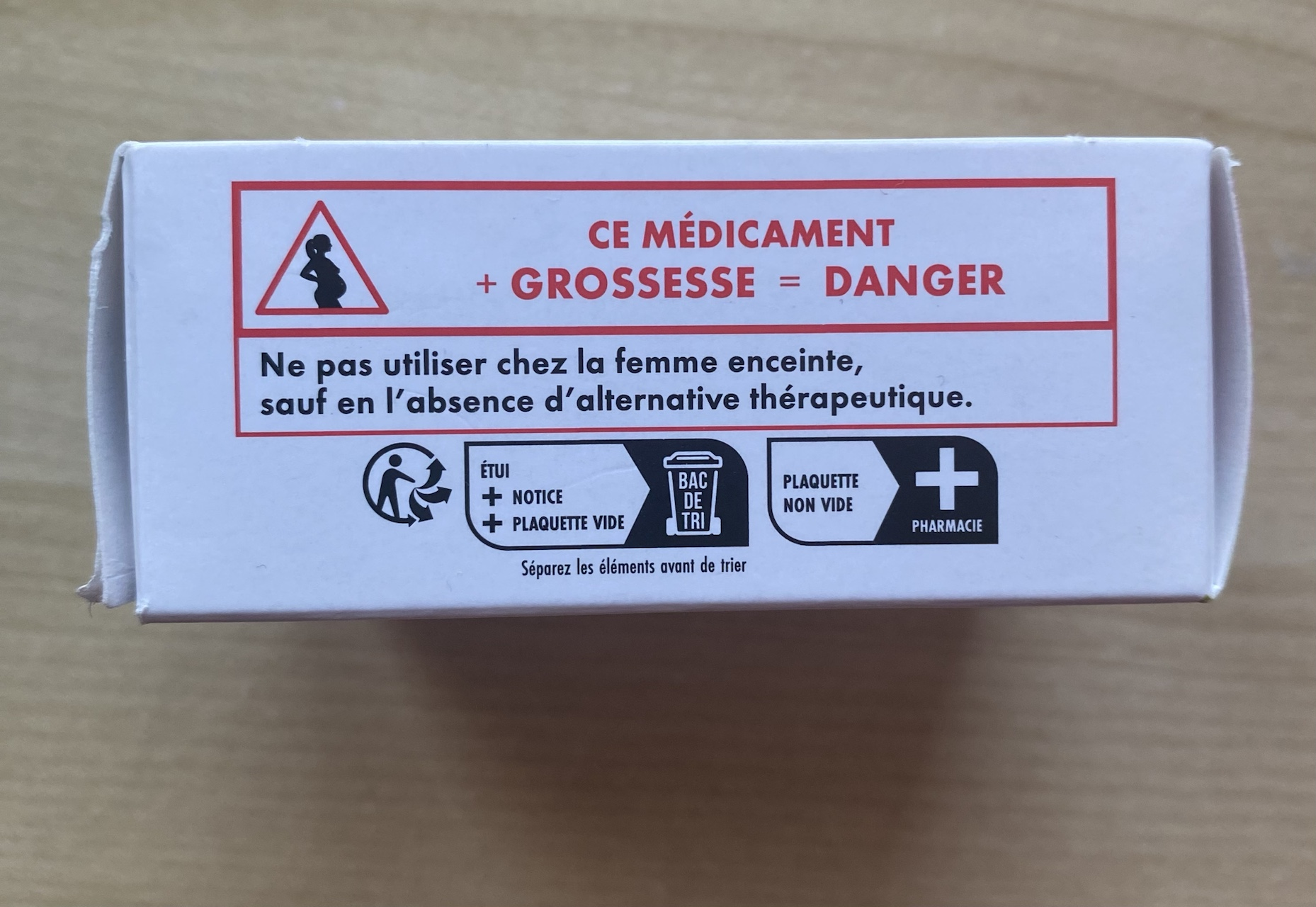
Avertissement présent sur les boites de Sertraline (50mg laboratoire Sandoz dans l'illustration) concernant la grossesse.

En France, la Sertraline est classée "Danger ne pas utiliser chez la femme enceinte sauf en l'absence d'alternative thérapeutique".
L'effet de la Sertraline sur le fœtus et la femme enceinte a fait l'objet de différentes études.
Aucune ne démontre clairement un effet malformatif sur le foetus,.
Des effets rares généralement transitoires sur le nouveau-né d'une mère sous traitement doivent néanmoins être pris en considération : l'apparition d'un syndrome similaire à celui du sevrage aux antidépresseurs, des troubles respiratoires et une augmentation du risque d'hypertension artérielle pulmonaire persistante chez le nouveau-né (HTAP),,.
Chez la mère, il convient de noter une augmentation du risque d'hémorragie post-partum,.
Étant donné la complexité de ce sujet, il est crucial, lors d'une grossesse, de discuter des avantages et des inconvénients avec son médecin afin de décider ensemble de la poursuite ou non du traitement, avec un suivi renforcé.

### Allaitement
La Sertraline peut être excrétée dans le lait maternel en faible quantité, mais aucun effet indésirable notable n'a été observé chez les nourrissons.
Cependant, étant donnée sa présence dans le lait maternel, aucun risque ne peut être exclu. Il est donc recommandé de consulter un avis médical en cas d'allaitement,.